# Unione Italiana del Lavoro
De Unione Italiana del Lavoro (UIL) is een Italiaanse vakbond met ongeveer 2,2 miljoen leden.
Ze is aangesloten bij het IVV en de EVV en is op haar beurt de overkoepelende organisatie van 16 vakcentrales.

## Geschiedenis
De vakbond is ontstaan uit de (aanvankelijk) eenheidsvakbond Confederazione Generale Italiana del Lavoro (CGIL) die werd opgericht in juni 1944 met het 'Pact van Rome' tussen socialisten, communisten en christendemocraten. In 1950 kwam het echter tot een breuk waarbij zowel de socialisten  als de christendemocraten (CISL) zich afsplitsten. Sindsdien gaan de socialisten verder onder de naam UIL.

## Structuur

### Voorzitters
| Voorzitter                                  | Aangetreden | Afgetreden |
| ------------------------------------------- | ----------- | ---------- |
| Italo Viglianesi                            | 1953        | 1969       |
| Lino Ravecca Ruggero Ravanna Raffaele Vanni | 1969        | 1971       |
| Raffaele Vanni                              | 1971        | 1976       |
| Giorgio Benvenuto                           | 1976        | 1992       |
| Pietro Larizza                              | 1992        | 2000       |
| Luigi Angeletti                             | 2000        | heden      |

### Vakcentrales
- Federazione nazionale lavoratori edili affini e del legno (FeNEAL)
- UIL Agroalimentare (UILA)
- UIL Credito esattorie e assicurazioni (UILCA)
- UIL Tessili, energia e chimica (UILTEC)
- UIL Comunicazione
- UIL Federazione poteri locali
- UIL Metalmeccanici (UILM)
- UIL Organi costituzionali (UIL OO.CC.)
- UIL Pubblica amministrazione (UILPA)
- UIL Pensionati
- UIL poste
- UIL ricerca università alta formazione artistica e musicale (UIL RUA)
- UILSCUOLA
- UIL Trasporti
- UIL Lavoratori temporanei autonomi atipici e partite IVA
- UIL Turismo commercio e servizi